# 福岡国際会議場
福岡国際会議場（ふくおかこくさいかいぎじょう）は、福岡県福岡市博多区石城町2番1号に所在する福岡市立の国際会議場。

## 概要
石城町一帯のコンベンションセンターエリアに2003年3月に完成。低層階には多目的ホールやコンサートなどに対応できるメインホールが、高層階には会議室などがある。毎年福岡アジア文化賞の授賞式が秋篠宮を迎えて行われる。

## アクセス
- 福岡高速道路：東浜出入口・築港出入口
- 福岡市地下鉄：呉服町駅（ただし1キロメートル以上離れている）
- 西鉄バス：国際会議場・サンパレス前バス停

## 周辺施設
- 福岡国際センター
- 福岡サンパレス
- マリンメッセ福岡
- 博多港
  - ベイサイドプレイス博多埠頭
    - 博多ポートタワー

  - 博多港国際ターミナル
- 福岡高速道路築港出入口
- 大博通り
- 那の津通り